# Оронгой (улус)
Оронго́й (бур. Оронго) — улус в Иволгинском районе Бурятии. Административный центр сельского поселения «Оронгойское».

## География
Расположен в 35 км к юго-западу от районного центра, села Иволгинск, в степной долине на левом берегу реки Оронгой, в 5 км к северо-западу от места её впадения в Селенгу.
В полутора километрах к северо-западу между улусом и Кяхтинским трактом лежит озеро Белое (бур. Сагаан нуур). Вдоль северо-восточного края селения проходит южная ветка Восточно-Сибирской железной дороги Улан-Удэ — Наушки, административно разделяющая улус Оронгой от одноимённого посёлка.

## Транспорт
- Кяхтинский тракт — 3 км к северо-западу от улуса, 5 км по автодороге до центра селения.
- Остановочный пункт 5717 км — на северо-западной окраине улуса.
- Станция Оронгой — на северо-запад, в 3 км от центра селения.

## История
В 1939 году рядом с улусом Оронгой была построена железнодорожная линия Улан-Удэ — Наушки. В 1940 году построен кирпичный завод. В 1941 году началось строительство колхозной электростанции. В этом году в улусе работали: школа (465 учащихся), пункт ликвидации неграмотности, библиотека, 34 радиоточки, 6 красных уголков, столовая, баня, читальня, клуб. Председателем колхоза «Красный Оронгой» работал Пётр Яковлевич Шаблин.

## Население
| 2002 | 2010  |
| ---- | ----- |
| 1897 | ↘1760 |

В 2008 году число жителей составляло 2002 человека, при числе дворов — 476.
Улус преимущественно населён представителями эхиритских (шоно (вкл. хамнай-шоно, согол-шоно), олзон) и булагатских (готол-бумал (гутал-бумал), харанут, алагуй, бабай-хурамша) родов, предки которых переселились в Оронгойскую долину в XVII—XVIII веках.

## Инфраструктура
- почта
- средняя общеобразовательная школа
- детский сад
- сельский клуб
- библиотека
- поликлиника

## Известные люди Оронгоя и Оронгойской долины
- Даши-Доржо Итигэлов (1852—1927) — 12-й Пандито Хамбо-лама; родился близ современного улуса Оронгой в местности Улзы Добо у Белого озера.
- Намжил Балдано (1907—1984) — бурятский драматург, актёр и театральный режиссёр, народный артист Бурятской АССР; уроженец улуса Оронгой.
- Иванов Владислав  Анатольевич- генеральный директор  Судебного департамента  при Верховном Суде  Российской Федерации .

## Достопримечательности
У Кяхтинского тракта между озером Саган-Нур и станцией Оронгой располагается целебный источник хамбо-ламы Итигэлова «Улзыта Аршан».

## Галерея
- Школа в улусе Оронгой
- Улица Оронгоя
- Одна из улиц Оронгоя